# ایهور ناکونچنی
ایهور ناکونچنی (اوکراینی: Ігор Анатолійович Наконечний؛ زادهٔ ۲۳ فوریهٔ ۱۹۶۰) بازیکن فوتبال اهل اتحاد جماهیر شوروی سوسیالیستی است.
از باشگاه‌هایی که در آن بازی کرده‌است می‌توان به باشگاه فوتبال چورنومورتس اودسا و باشگاه فوتبال متالورگ زاپروژیا اشاره کرد.